# Бергер, Анна
Анна Бергер (нем. Hanna Berger), или Иоганна Бергер (нем. Johanna Berger) (1910 год, Вена, Австро-Венгрия — 15 января 1962 года, Берлин, ГДР) — танцовщица, хореограф, представительница современной школы танца, антифашист, член движения Сопротивления во время Второй мировой войны, член организации «Красная капелла».

## Биография
Иоганна Бергер родилась в 1910 году в Вене, в Австро-Венгерской империи. Раньше, чем многие её коллеги, Анна освоила новый этап выразительного танца. Она танцевала с Мэри Вигман и Труди Шоп. Сезон 1942—1943 года Анна танцевала в театрах Hebbel и Renaissance в Берлине. 24 октября 1942 года в Познани она была арестована гестапо и 20-21 августа 1943 года предстала перед народным судом в качестве обвиняемой.
Ей инкриминировалась связь с Фрицем Кремером и другими членами организации «Красная капелла» из группы скульптора Курта Шумахера в художественной школе в Берлин-Шарлоттенбурге, члены которой уже были арестованы гестапо. В 1943 году Анну выпустили из тюрьмы за неимением достаточных улик. До конца войны она нелегально проживала в Штирии. После войны Анна преподавала танец в Вене и Берлине. У Анны Бергер в 1947-1951 годах училась Оттилия Миттерхубер.
Анна Бергер умерла 15 января 1962 года и была похоронена на участке почётных захоронений на кладбище Мейдлингер в Вене, в Австрии.
В память о ней Андреа Аморт в 2000 году была написана пьеса «Hanna Berger: Retouchings» («Анна Бергер. Штрихи»).